# Hadik-Barkóczy's paleis
Hadik-Barkóczy's paleis is een adellijke woning in barokstijl, vlak bij het Staatstheater gelegen, in de Hlavná-straat in de Slowaakse stad Košice. Dit gebouw was het eerste aristocratische paleis in deze stad.

## Geschiedenis

### Bouwheer
Het paleis werd opgetrokken in het jaar 1754, in opdracht van bisschop František Barkóczy (15 oktober 1710 - 18 juni 1765), die zeven jaar later aartsbisschop werd van Esztergom.
Enkele decennia na de bouw, omstreeks het einde van de 18e eeuw, werd aan de achterkant van het paleis een tweede vleugel toegevoegd.

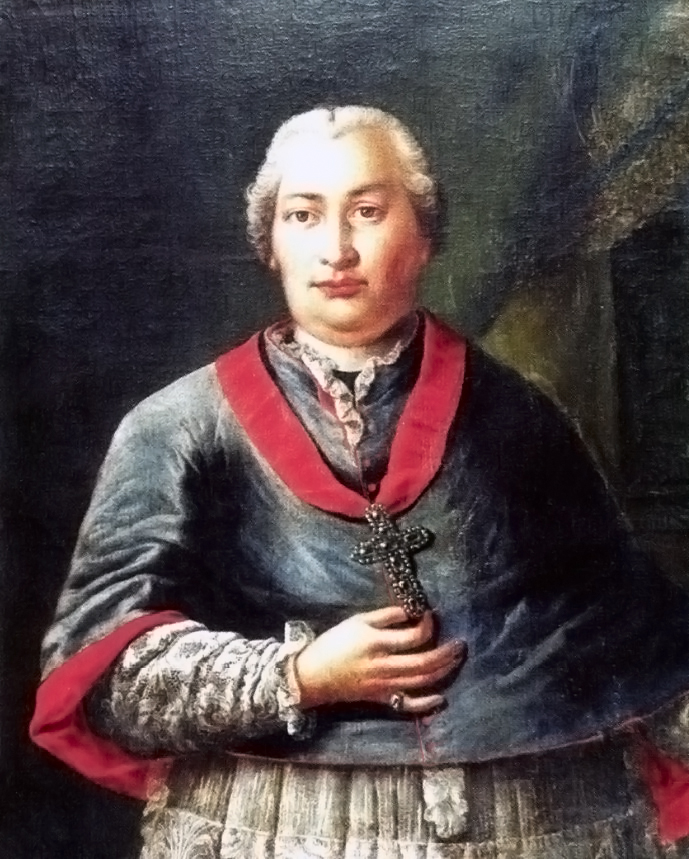
De bouwheer, bisschop František Barkóczy.

### Bewoner
In de winter van 1805-1806 herbergde deze residentie een koninklijke vluchteling: de twaalfjarige prins Ferdinand I (19 april 1793 - 29 juni 1875), die samen met zijn broers en zussen het hof ontvlucht was wegens de Franse invasie onder Napoleon. Prins Ferdinand was de Oostenrijks-Hongaarse troonopvolger en werd later, van 1835 tot 1848, keizer van Oostenrijk en koning van Hongarije.

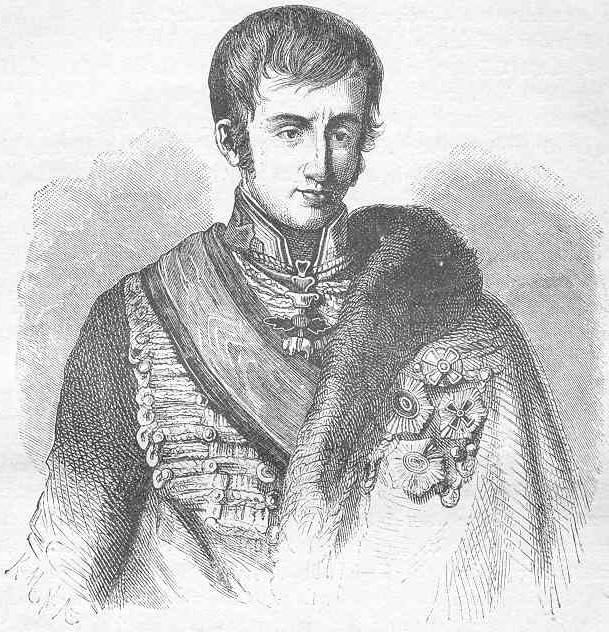
Prins Ferdinand.

### Recent gebruik
Na verloop van tijd diende het paleis niet meer als verblijfplaats voor hoogwaardigheidsbekleders, maar werd het benut voor commerciële exploitatie. Met dat doel werd de gevel van de benedenverdieping veranderd.
Na 1930 baatte Alex Jaszusch in dit paleis een buffet uit. In de late jaren 1930, opende men er een restaurant met de naam Otta Lescha en na de Tweede Wereldoorlog, in de tweede helft van de jaren 1940, was het restaurant Kriváň hier gevestigd. Anno 2020 is in het gebouw een filiaal van de Ján Bocatia Openbare Bibliotheek ondergebracht.